# Выделенный сервер
Выделенный сервер (англ. dedicated server) — вид хостинга, при котором клиенту целиком предоставляется отдельная физическая машина (в противоположность виртуальному хостингу). Обычно используется для запуска приложений, которые не могут сосуществовать на одном сервере с другими проектами или имеют повышенные требования к ресурсам.
Сам сервер принадлежит компании, которая предоставляет услуги пользования выделенным сервером. Если же сервер принадлежит самому заказчику, но расположен он в дата-центре провайдера, тогда такую услугу называют colocation.
Преимуществами хостинга на выделенном сервере в сравнении с хостингом на виртуальном сервере (VPS/VDS) являются: 
- Повышенная производительность;
- Максимальная надежность;
- Полный контроль и возможность гибкой настройки;
- Повышенный уровень безопасности;
- Масштабируемость.

## Применение в деловом секторе

### Полный доступ к аппаратному и программному обеспечению
Владелец выделенного сервера волен менять конфигурацию компьютера, устанавливать любую операционную систему, проводить на сервере любые технические работы — это не помешает работе других служб и серверов. 
В дополнение к выделенному серверу иногда идёт доступ по KVM/IP — это позволяет удалённо настраивать BIOS и ПО.

### Сетевая безопасность
Сервер баз данных может находиться на отдельной машине для того, чтобы злоумышленник, получивший права суперпользователя на веб-сервере, не смог серьёзно испортить базу данных, так как ему будет разрешён не весь SQL, а лишь некоторый набор хранимых процедур, через который нанести большой вред просто невозможно.

### Разгрузка компьютера
Предположим, что сервер баз данных потребляет столько вычислительных ресурсов, что ни веб-сервер, ни FTP-сервер на этой машине запустить уже нельзя. Тогда база данных располагается на выделенном сервере.

### Обеспечение бесперебойного доступа
Если база данных и веб-сервер будут находиться на разных машинах, при выполнении технических работ на веб-сервере пользователи будут иметь доступ к базе данных.

## Применение вкомпьютерных играх
Выделенным называется сервер многопользовательской игры, на котором запущен только серверный компонент игры (без находящегося на нём игрока). Если существует версия сервера для Unix-подобной операционной системы, обычно предпочитают именно её.
На отдельный компьютер серверная часть сетевой игры переносится с такими целями:

### Разгрузка компьютера
Если участников много, а игра требовательная, приходится создавать выделенный сервер — иначе на сервере (а то и на всех компьютерах) будут ощущаться задержки.

### Игровая площадка
Выделенный сервер применяется как постоянно работающая площадка для сетевой игры.